# 世界大学ソフトボール選手権大会
世界大学ソフトボール選手権大会（World University Softball Championship）は、国際ソフトボール連盟（ISF）主催による28歳以下の大学生を対象とした女子ソフトボールのナショナルチームによる国際大会。
2004年と2006年の2回開催された。

## 結果

### メダル獲得国
| 開催年 | 開催地         |          | 優勝  | 結果                 | 準優勝 | 3位 |
| 2004   | プラントシティ | アメリカ | 1 - 0 | チャイニーズタイペイ | 日本   |     |
| 2006   | 台南           | アメリカ | 4 - 3 | チャイニーズタイペイ | 日本   |     |

### 国別獲得メダル総数
| 順 | 国・地域             | 金 | 銀 | 銅 | 計 |
| -- | -------------------- | -- | -- | -- | -- |
| 1  | アメリカ             | 2  | 0  | 0  | 2  |
| 2  | チャイニーズタイペイ | 0  | 2  | 0  | 2  |
| 3  | 日本                 | 0  | 0  | 2  | 2  |